# Karabucak (Kozan)
Karabucak ist ein Ortsteil (Mahalle) im Landkreis Kozan der türkischen Provinz Adana mit 294 Einwohnern (Stand: Ende 2024). Im Jahr 2011 hatte Karabucak 321 Einwohner.